# 柳江区
柳江区在中国广西壮族自治区中部偏东、柳江西南岸，是柳州市所辖的一个市辖区。2016年3月，国务院批复柳江县整体撤县设区，2017年1月6日，柳州市柳江区正式挂牌成立。區人民政府駐拉堡鎮馬平路45號。
柳江区地处亚热带季风区，气候温和湿润，水能资源丰富。矿产资源有石灰石、方解石、大理石、锰矿、铁矿等近20多种矿藏，由天然彩花石和墨黑大理石加工而成的石琴久负盛名。

## 地名由来
1937年改柳州县为柳江县，以柳江得名。县以柳江为名。

## 行政区划
柳江区下辖8个镇：
拉堡镇、百朋镇、成团镇、三都镇、里高镇、进德镇、穿山镇和土博镇。
2019年6月，柳州市人民政府下发《关于调整市辖区部分行政区划的通知》，正式将柳江区的流山镇、洛满镇划入柳南区管辖。

## 人口
2021年，柳江區户籍總人口48.40萬人，其中壯族人口37.06萬人，佔總人口的76.6%。户籍人口城鎮化率為37.06%，比上年提高0.24個百分點。常住人口50.58萬人，其中城鎮人口30.89萬人，常住人口城鎮化率為61.07%，比上年提高0.44個百分點。

## 交通
- 三南高速、  柳州绕城高速、 209国道、 322国道过境。
- 柳南城际铁路：进德站
- 柳州白蓮机场

## 特产
- 柳江莲藕：国家地理标志产品。